# 道の駅あいおい

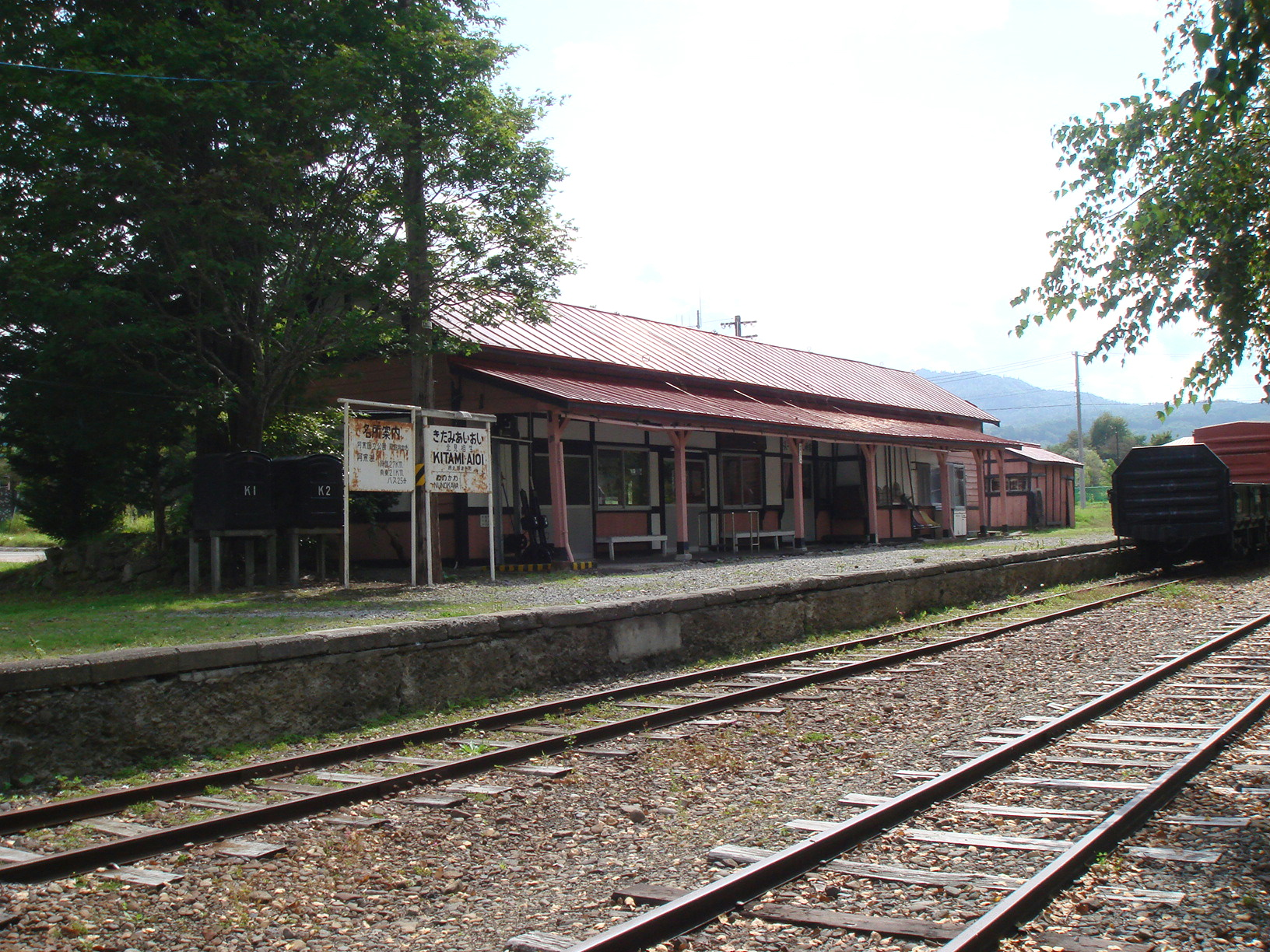
駅舎や、ホーム、跨線橋、鉄道車両が保存されている。

道の駅あいおい（みちのえき あいおい）は、北海道網走郡津別町にある国道240号の道の駅。
旧相生線北見相生駅跡に設置され、当時の駅舎・ホーム・鉄道車両が保存されている。

## 主な施設
- 駐車場
  - 普通車：94台
  - 大型車：8台
  - 身障者用：3台
- トイレ （いずれも24時間利用可能）
  - 男：大 3器、小 5器
  - 女：6器
  - 身障者用：1器
- 公衆電話：1台
- 観光案内所
- 物産店 - 相生地区には商店がほとんどなくなり、この地区における数少ない生活物資や食料品を販売する店となっている。
- クマヤキハウス - 当駅の名物である菓子「クマヤキ」の売店。詳細は当該項目を参照
- 相生鉄道公園
  - 喫茶「駅舎Cafeホロカ」[1]

## 休館日
- 毎週火曜日（11月 - 4月）（祝日の場合、翌日）
- 年始

## アクセス
- 国道240号 - 登録路線
  - 北海道道768号相生津別停車場線

## 周辺
- 網走川
- 津別峠
- チミケップ湖